# NIDS
NIDS (Network Intrusion Detection System), Sistema de detecció d'intrusos en una Xarxa. És un tipus de Sistema de detecció d'intrusos.
Cerca detectar anomalies que iniciïn un risc potencial, tals com a atacs de denegació de servei, escaneadores de ports o intents d'entrar en un ordinador, analitzant el tràfic a la xarxa en temps real.
Per a això, analitza tots els paquets, buscant en ells patrons sospitosos. Els NIDS no només vigilen el tràfic entrant, sinó també el sortint o el tràfic local, ja que alguns atacs podrien ser iniciats des del propi sistema protegit. Malgrat la vigilància, la seva influència en el tràfic és gairebé nul·la.
Perquè els NIDS siguin efectius, han de ser actualitzats periòdicament.
En cas de detectar un atac contra el sistema, pot prendre mesures protectores.
Un aspecte negatiu dels NIDS actuals és la seva complicació a l'hora d'obtenir les opcions de configuració òptimes per a la seva execució. D'una altra manera, obtindrem massa falsos positius (falses alarmes, amb gran quantitat d'informació que després un administrador haurà de processar) o passarà sense advertir certs atacs.
El camp dels IDS i la seva versió per a xarxa NIDS està actualment en activa recerca en diverses universitats com Columbia University i empreses de seguretat.